# Pebre de cirereta
El pebre de cirereta (Balears) o, simplement, cirereta (País Valencià, Gironès, Empordà, Mallorca), cireret, també dit vitxera (millor que bitxera) (i el fruit vitxo), pebre coent, pebre de banyeta (Menorca), bajoca roja (Alcoi) o citró (Eivissa) (Capsicum frutescens on Capsicum significa "caixa", ja que les llavors estan dins d'una espècie de caixa i Frutescens significa "que esdevé llenyós" donat que és un arbust) pertany a la família de les solanàcies, al gènere Capsicum. A aquest gènere s'inclouen moltes varietats de pebre, tant dolç com picant, i també s'inclou el pebrot morrut. Es cultiva a horts, vivers i sembrats.

## Distribució geogràfica

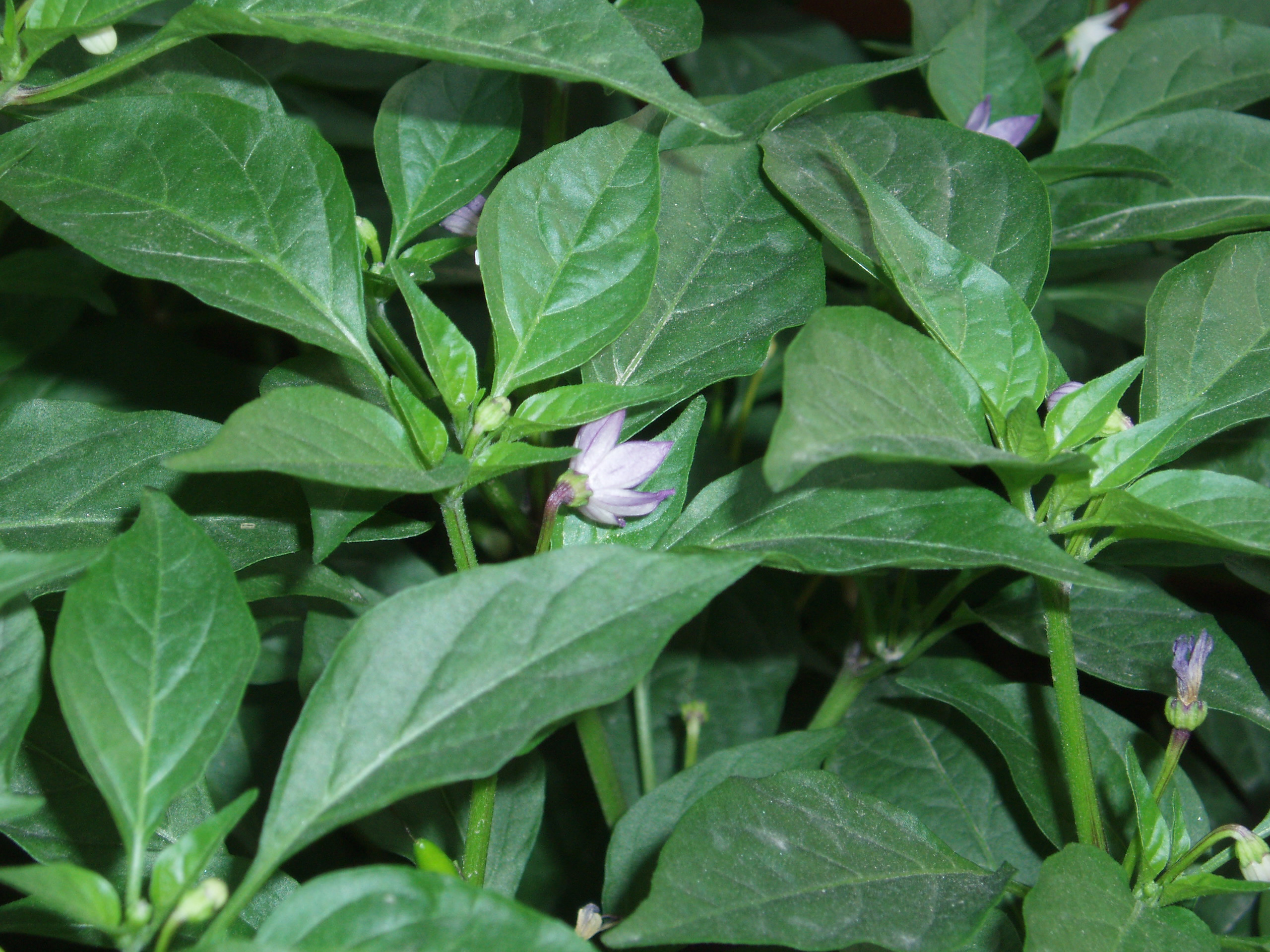
Flors

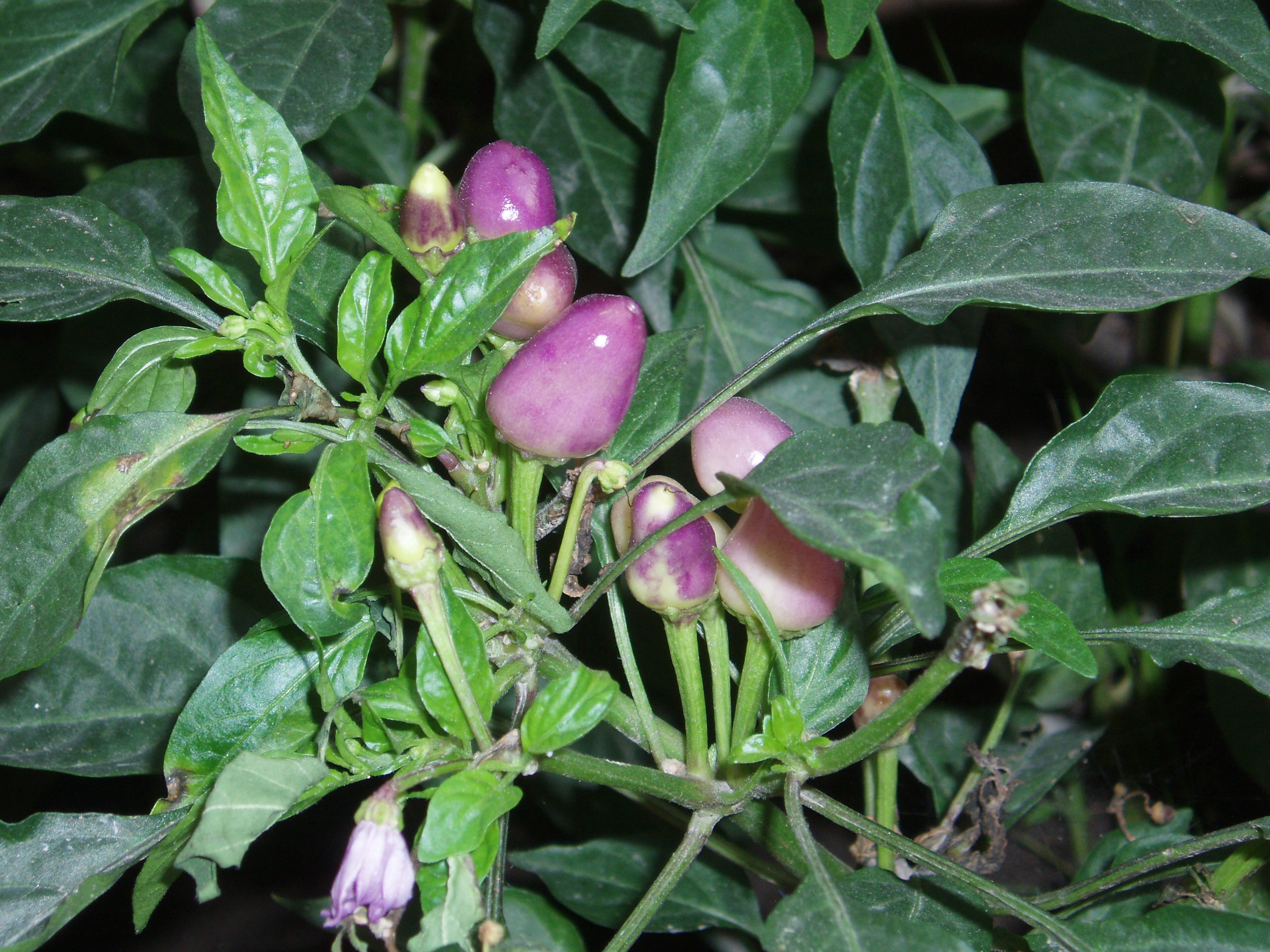
Fruits

És originària d'Amèrica encara que també creix en el golf de Guinea, a Àfrica. Es cultiva en pràcticament totes les zones tropicals i intertropicals del món. El seu origen se situa a la zona del nord de l'Índia. Actualment les seves majors plantacions es localitzen a l'Àsia meridional, especialment a Tailàndia i Índia.

## Morfologia
Planta anual de color verd fosc que arriba als 70 cm d'altura. Les tiges són herbàcies, angulars, acanalades i amb moltes branques.
Les fulles són simples i alternes, ovalades o oblongues, acuminades, senceres, amb llargs pecíols i glabres. Fan de 5 a 12 cm de llarg.
Les flors són blanques, solitàries, penjants i amb anteres de color fosc, tenen cinc sèpals i cinc pètals.
Els fruits poden tenir diverses formes: rodons, oblongues, allargats, en forma de banya, de color vermell o groc quan madura. És brillant i conté moltes llavors reniformes de sabor aspre.

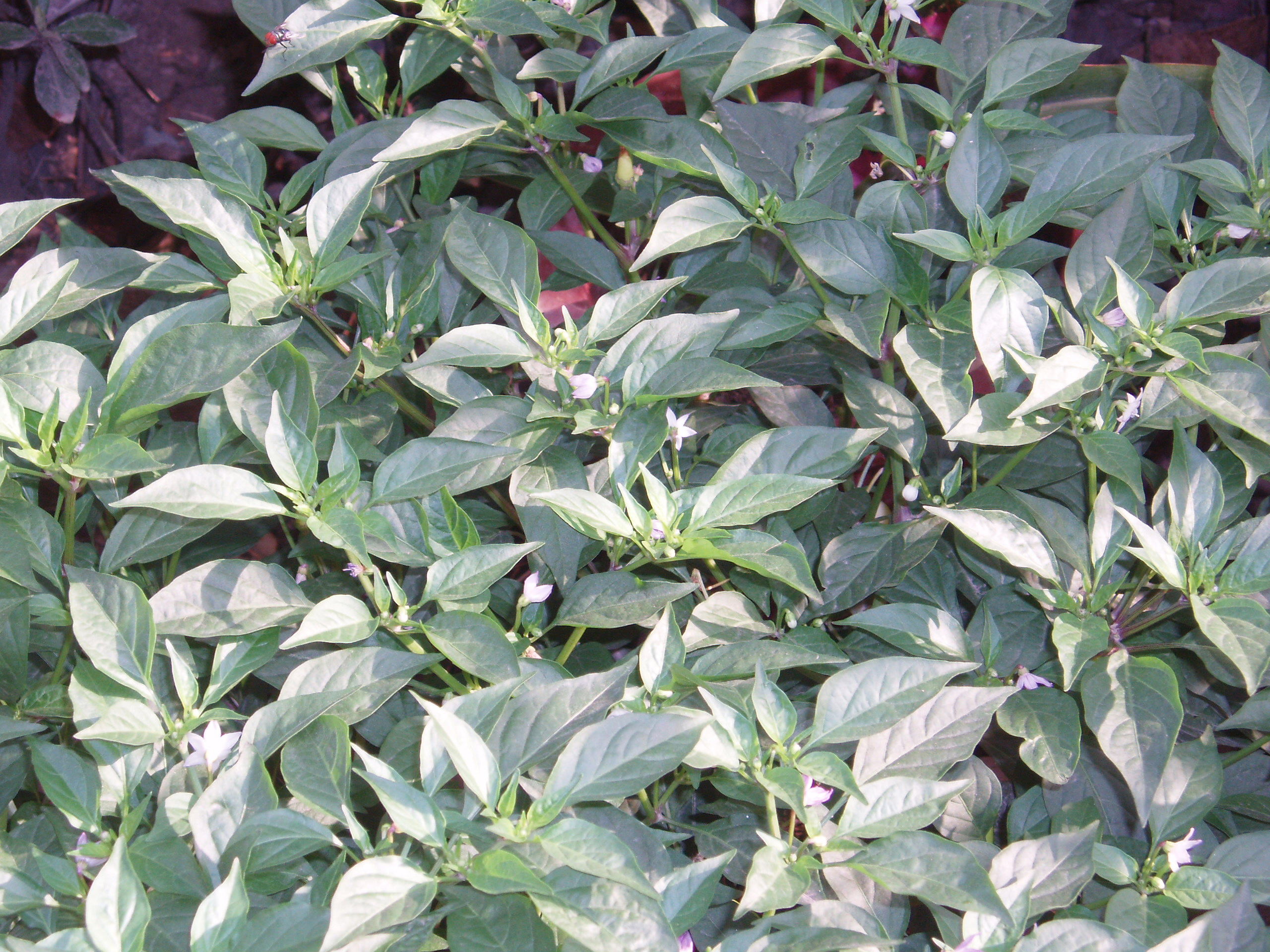
Capsicum frutescens

## Farmacologia
La part utilitzada de la planta són els seus petits fruits madurs i dessecats.

### Composició química
- Amides. Principals components anomenats capsaicinoides. La més important és la capsaicinia, el contingut d'aquesta pot variar depenent de les condicions ambientals i l'edat del fruit.
- Flavonoides
- Carotenoides
- Saponines
- Vitamina C

### Usos medicinals
- Activitat analgèsica-antiinflamatòria.

Disminueix el dolor postherpètic. És útil en àlgies postmactectomies i neuropaties diabètiques i neuràlgies idiopàtiques del trigemin. També és efectiu pel prurit produït per èczemes urticants.
- Activitat digestiva.

Útil en gastritis, malaltia ulcerosa digestiva i dispèpsies.
- Àrea metabòlica.

Disminueix els nivells plasmàtics d'urea, glucosa, fosfolípids, colesterol, àcids grassos lliures, etc.
- Altres activitats.

En l'actualitat s'elaboren caramels amb capsaicina, els quals disminueixen les inflamacions bucals causades per quimioteràpia. El poder rubefaent de la capsaicina és útil per l'elaboració de locions capil·lars. En estudis "in vitro" s'ha demostrat que té activitat antimicrobiana enfront de diferents microorganismes. Quant a oncologia experimental s'ha demostrat activitat antitumoral.

### Indicacions
Segons la Unió Europea, ús només per via externa en:
- Espasmes musculars dolorosos d'espatlla, braç i columna vertebral d'adults i nens en edat escolar.

La crema de capsaicina també és útil en:
- Dolors osteoarticulars, lumbàlgies, neuràlgies postherpetiques, neuràlgia idiopàtica del trigemin i altres neuràlgies.
- Dolors postmastectomia i neuropaties diabètiques.
- Psoriasi

### Usos populars
Amb els fruits es fan preparats que s'utilitzen per via externa en cas de reumatisme, artritis i dolors en general. Les infusions s'utilitzen en dispèpsies i gastritis i per fer gàrgares en angines i faringitis.
A regions Amazòniques s'utilitza en trastorns respiratoris, mossegades de serp, mal de queixal i dolors de part.
A Mèxic l'utilitzen per a tos persistent, en otitis i com a inductor del part.
A la Xina s'utilitza com estimulant digestiu i sudorífic i al Japó s'utilitza en casos de sarna.

### Contraindicacions
No utilitzar en persones amb al·lèrgia a la droga i als seus preparats. No s'ha d'aplicar sobre pell danyada o sobre pell o zones sensibles (com els ulls, per exemple). L'aplicació de la crema de capsaicina per via externa pot predisposar a patir atacs de tos a persones que reben tractament farmacològic amb inhibidors ECA.
Segons la comissió Europea no s'han descrit interaccions amb altres medicaments.
S'ha d'evitar el consum de fulles i escorça durant l'embaràs, el fruit sí que es pot consumir.

### Efectes secundaris
La seva utilització rarament provoca reaccions d'hipersensibilitat.

## Usos
S'utilitza com a condiment, formant part del curri i del tabasco. És ric en vitamina C i provitamina A. El seu contingut en vitamina B6, potassi, magnesi i ferro també és important. A més té la propietat de permetre l'absorció del ferro inclòs en els llegums només afegint aquest pebre als menjars. El principi actiu més important és la capsaicina que, a més dels seus beneficis a nivell de salut, és el responsable del gust picant dels fruits.
A Guatemala té ús com a repel·lent d'insectes en llavors emmagatzemades i com a conservant de carn de porc. S'utilitza com a aliment d'aus ponedores per augmentar el color groc dels rovells d'ou. En l'actualitat està molt popularitzada la utilització d'aerosols amb oleoresina d'aquesta droga per a defensa personal.

## Història
Va ser Cristòfor Colom qui va descobrir en el seu viatge a Amèrica diferents varietats de capsicum entre elles la de capsicum frutescens. Colom va veure com els indis menjaven uns fruits que ell va creure que era el pebre que ja es consumia a Espanya i el va anomenar també pebre. Durant la conquesta d'Amèrica, els indis natius cremaven el fruit d'aquesta espècie perquè produïa un gas tòxic que utilitzaven per enfrontar-se als conqueridors.